# AHL 1943/44
Die Saison 1943/44 war die achte reguläre Saison der American Hockey League (AHL). Während der regulären Saison sollten die sechs Teams der Liga jeweils 54 Spiele bestreiten, jedoch wurde auf die letzten beiden Spiele der Providence Reds und Pittsburgh Hornets untereinander verzichtet, da diese die Playoffs zu diesem Zeitpunkt ohnehin nicht mehr erreichen konnten. Die vier besten Mannschaften der AHL spielten anschließend in einer Play-off-Runde um den Calder Cup.

## Teamänderungen
Folgende Änderungen wurden vor Beginn der Saison vorgenommen:
- Die Washington Lions stellten den Spielbetrieb ein

## Reguläre Saison

### Abschlusstabellen
Abkürzungen: GP = Spiele, W = Siege, L = Niederlagen, T = Unentschieden, OTL = Niederlage nach Overtime, GF = Erzielte Tore, GA = Gegentore, Pts = Punkte

Erläuterungen: In Klammern befindet sich die Platzierung innerhalb der Conference;       = Playoff-Qualifikation,       = Division-Sieger,       = Conference-Sieger

#### Reguläre Saison
| East Division   | GP | W  | L  | T  | GF  | GA  | Pts |
| --------------- | -- | -- | -- | -- | --- | --- | --- |
| Hershey Bears   | 54 | 30 | 16 | 8  | 181 | 133 | 68  |
| Buffalo Bisons  | 54 | 25 | 16 | 13 | 201 | 168 | 63  |
| Providence Reds | 52 | 11 | 36 | 5  | 126 | 214 | 27  |

| West Division         | GP | W  | L  | T  | GF  | GA  | Pts |
| --------------------- | -- | -- | -- | -- | --- | --- | --- |
| Cleveland Barons      | 54 | 33 | 14 | 7  | 224 | 176 | 73  |
| Indianapolis Capitals | 54 | 20 | 18 | 16 | 156 | 156 | 56  |
| Pittsburgh Hornets    | 52 | 12 | 31 | 9  | 140 | 181 | 33  |

### Beste Scorer
Abkürzungen: GP = Spiele, G = Tore, A = Assists, Pts = Punkte, +/- = Plus/Minus, PIM = Strafminuten; Fett: Saisonbestwert
| Spieler          | Team                  | GP | G  | A  | Pts | PIM |
| ---------------- | --------------------- | -- | -- | -- | --- | --- |
| Tom Burlington   | Cleveland Barons      | 52 | 33 | 49 | 82  | 17  |
| Fred Hunt        | Buffalo Bisons        | 52 | 27 | 53 | 80  | 29  |
| Les Cunningham   | Cleveland Barons      | 52 | 26 | 52 | 78  | 13  |
| Louis Trudel     | Cleveland Barons      | 52 | 29 | 47 | 76  | 13  |
| Fred Thurier     | Buffalo Bisons        | 39 | 33 | 40 | 73  | 43  |
| Earl Bartholomew | Cleveland Barons      | 52 | 20 | 47 | 67  | 19  |
| Pete Horeck      | Cleveland Barons      | 54 | 34 | 29 | 63  | 29  |
| Larry Thibeault  | Buffalo Bisons        | 51 | 18 | 45 | 63  | 46  |
| Bill Thomson     | Indianapolis Capitals | 45 | 20 | 38 | 58  | 6   |
| Jim O’Neill      | Hershey Bears         | 54 | 20 | 33 | 53  | 18  |

## Calder-Cup-Playoffs

### Modus
Für die Play-offs qualifizierten sich die vier besten Mannschaften der American Hockey League. Im Halbfinale und Finale spielten diesen den Calder-Cup-Gewinner aus. Sowohl das Halbfinale, als auch das Finale wurden im Modus Best-of-Seven ausgetragen.

### Play-off-Übersicht
|  | Halbfinale | Halbfinale            | Halbfinale |  |  | Finale | Finale           | Finale |
|  |            |                       |            |  |  |        |                  |        |
|  |            |                       |            |  |  |        |                  |        |
|  | E1         | Hershey Bears         | 3          |  |  |        |                  |        |
|  | W1         | Cleveland Barons      | 4          |  |  |        |                  |        |
|  |            |                       |            |  |  | E2     | Buffalo Bisons   | 4      |
|  |            |                       |            |  |  | W1     | Cleveland Barons | 0      |
|  | E2         | Buffalo Bisons        | 4          |  |  |        |                  |        |
|  | W2         | Indianapolis Capitals | 1          |  |  |        |                  |        |
|  |            |                       |            |  |  |        |                  |        |

## Vergebene Trophäen

### Mannschaftstrophäen
| Auszeichnung                                                            | Team             |
| ----------------------------------------------------------------------- | ---------------- |
| Calder Cup Gewinner der AHL-Playoffs                                    | Buffalo Bisons   |
| F. G. „Teddy“ Oke Trophy Bestes Team der West Division, reguläre Saison | Cleveland Barons |